# Márton Lajos (festő)
Márton Lajos (Székelyudvarhely, 1891. február 27. – Budapest, 1953. január 26.) festőművész, illusztrátor, templomfestő, bélyegtervező, grafikus, plakáttervező.

Márton Lajos által tervezett reklámplakát (1930)

## Életútja
Tanulmányait Székelyudvarhelyen a Nagymező utcai polgári iskolában végezte. Kora ifjúságától fogva részt vett a Regnum Marianum munkájában. Középiskolás korától a Magyar Cserkész, a Zászlónk, majd a Vezetők Lapja, Jóbarát illusztrátora volt. 1907–1911-ig Ujváry Ignác tanítványa volt a budapesti Iparművészeti Iskola festő szakán. Vázlatfüzetében megörökítette meg a különféle cserkésztáborokat, cserkész rendezvényeket. Tóth Tihamér pap, tanár, püspök műveit is rendszeren illusztrálta. Több mint 500 vallási tárgyú képeslapot rajzolt. Több mint 8000 rajza maradt fenn. Az 1938-as 34. eucharisztikus világkongresszusra bélyegeket tervezett. Kiállítása volt a Könyves Kálmán Szalonban 1916-ban, a Nemzeti Szalonban 1926-ban és 1928-ban. 1938-ban Szalmka Istvánnal kifestette az országjáró körútra induló Szent Jobbot szállító aranyvonatot.
1953. január 26-án Budapesten hunyt el, a Farkasréti temetőben temették el. Születésének 100. évfordulóján hamvait az Országúti ferences templom kriptájában Kékesi László-urnafülkéjében helyezték el.
Közel 40 templomban láthatók freskói, oltárképei: Balassagyarmat, Budapest III. ker. Segítő Szűz Mária-kápolna, Központi Papnevelő Intézet kápolnájának üvegablakai, templomunk főoltárképe, és a Szent József-oltár, Cibakháza, Csongrád, Gölle, Gödöllő premontrei rendház kápolnája, Gyöngyös, Máriabesnyői kapucinus templom, 1935: Nagyecsed (3 oltárkép), 1936: Jászberény ferences kápolna, Budapest-Rákócziánum, Erzsébet Leányárvaház kápolnája, Szegénygondozó Nővérek kápolnája Ludány, 1937: Hatvan: ferences templom freskói, Nógrádpatak, Szécsény, a jászberényi ferences templom Lisieux-i Szent Teréz oltárképe, 1938: Amerikai Premontrei rendház, Cibakháza, Salgótarján-Szent József telep, Simontornya, Szentes, Szolnok, 1942: Hadifalva, váci szeminárium kápolnája, Temerin, Debrecen - Szent István-templom, Soltszentimre, 1943: Szentes - Jézus szíve templom, 1944: Palotás, 1945: Kálló; 1946: jászberényi ferences rendház refektóriuma (ebédlője).

## Könyvillusztrációk
1. Reisinger Jenő könyve, s.l. É.n.
2. A francia mama kedvencei, Szepes Ny. S.l. 1920.
3. Holló: Jégkirálynő, Élet, Bp. 1923.
4. Blaskó Mária: Gézengúz, Szív Szent József Ny. Mezőkövesd, 1925.
5. Blaskó Mária: A kis zarándok, Szerző kiadása, Bp. 1925.
6. Laczika Ferenc: A sirályok szikláján, Pallas Ny. Bp. 1925.
7. Schmidt Kristóf meséi, SZIT, Bp. 1927.
8. Tutsek Annak: Mese két kis lányról, Pallas, Bp. 1926.
9. Tábori Róbert: A cukros királyfi, Pallas, Bp. 1926.
10. Altay margit: Jégországban, Pallas, Bp. 1926.
11. Vigyázzatok gyerekek, ha felnőttök, csak Bohn cseppet vegyetek, Bp. 1926.
12. Hézser Aurél: Földrajz 2. Egyetemi Ny. Budapest, 1927.
13. Hézser Aurél: Földrajz 3., Egyetemi Ny. Budapest, 1927.
14. Tóth Tihamér: A vallásos ifjú, Élet, Bp. 1927.
15. Koszorúmegváltás, Szociális Testvérek Társasága, Bp. 1927.
16. Szentlélek hárfája: Prohászka-imakönyv, Szoc. Missziótársulat, Bp. 1927.
17. Ex libris Árpás Ferenc, 1927.
18. Reisinger Jenő cserkészkönyvtárából, 1928.
19. Zsíros Ferenc: katolikus missziók, Európa, Bp. 1929.
20. Bozsik Béla: Magyar olvasó- és tankönyv …I-VIII. osztály számára, Kalász, Bp. 1929.
21. Oldal Anna: Ábécés könyvem, Kalász, Bp. 1925.
22. Pohárnok Jenő: A gyermekek királya, SZIT, Bp. 1927.
23. Altay Margit: Jégországban, Pallas, Bp. 1927.
24. Sándor Dénes: A katolikus cserkész imái, Korda, Bp. 1927.
25. Slachta Margit: A puszták rejtekéből az élet centrumába, Testvérszöv. Bp. 1929.
26. Lintnerné Fittler Vilma: Jézuska pajtásai, SZIT, Bp. 1930.
27. Blaskó Mária: Építsünk együtt, SZIT, Bp. 1930.
28. Blaskó Mária: Pityu, SZIT, Bp. 1930.
29. F.W.Dixon: Az óceánrepülő, Révai, Bp. 1930.
30. Radványi Kálán: Cserkészúton spanyol földön, Révai, Bp. 1931.
31. Szent vagy, Uram!, Budapest–Eger, 1932.
32. Csaba Margit: Amit a serdülő lánynak tudnia kell, Szerző kiadása, Bp. 1932.
33. Röck Gyula: A karácsony, Ferences Közlöny, Bp. 1932.
34. Gergely Jolán: A mai lányok útja, Élet, Bp. 1932.
35. Blaskó Mária: Szívecske, Stephanum Ny. Bp. 1932.
36. Velősy Elek: Miksa: a diadalmas cserkészgondolat regénye, Könyvbarátok, Bp. 1933.
37. Csaba Margit: Amit a nagy leánynak tudnia kell, Korda, Bp. 1934.
38. Szimon Istvánné: Évi pártot alapít, SZIT, Bp. 193?
39. Jamboree souvenir, 1933, Gödöllő
40. Jamboree Budapest Hungaria 1933, Székesfőv. Idegenforg. Hivatala, 1933.
41. Mindszenti Szvoboda Béla: Fecskék, Filléres cserkész könyvtár, Bp. 1934.
42. Pogor Ödön: Az enyéim: egy tanár naplója, SZIT, Bp. 1934.
43. Bagdy István: A magyar nemzet története alkotmánytörténeti és honpolgári ismeretekkel, Kalász K. Bp. 1935.
44. Szémán István: Olvasókönyv a görög kat. népiskolák 3. oszt. számára, Franklin, Bp. 1935.
45. Felszerelési tájékoztató, Cserkészbolt Szövetkezet, Bp. 1935.
46. Laczkó Márta: Albert király szekere, SZIT, Bp. 1935.
47. Hainiss Elemérné-Majsai Mór: Reggeli virágszedés azoknak, akik még maguk is fakadó rügyek, Szentföld biztosi hivatala, Bp. 1935.
48. Jubileumi Márton album, Szerző kiadása, Bp. 1936.
49. Blaskó Mária: Multvári lányok, SZIT, Bp. 1936.
50. Tóth Tihamér: Levelek diákjaimhoz, Szent István Társ. Bp. 1936.
51. Tóth Tihamér: A művelt ifjú, SZIT, Bp. 1936.
52. A keresztút, Kalazantinus Rendház, Európa Ny. 1936.
53. Tábori Pál: Mátyáshegyi Iliász, Singer, Bp. 1937.
54. Blaskó Mária: Változnak az idők, SZIT, Bp. 1937.
55. Tóth Tihamér: Tiszta férfiúság, Stephanum Ny. Bp. 1938.
56. Anka János: Dániel úr: Singer, Bp. 1938.
57. Szimon Istvánné: Éviék a Balatonon, SZIT, Bp. 1938.
58. Tihomir Tóth: Proljetne oluje, Narodne Tiskare, Zagreb, 1939.
59. Schmiedt Béla: Tükör előtt, Korda, Bp. 1939.
60. A modern technika csodái, Révai, Bp. 1939.
61. Cserkészkalandok, Révai, Bp. 1939.
62. Lantos Kiss Antal: Vezérifjúság: világi apostolok önnevelése, Korda, Bp. 1940.
63. Zsíros Ferenc: A Szív, Európa, Bp. 1941.
64. Bognár Elek: A szónoklás művészete, Merkantil Ny. Bp. 1941.
65. Szimon Istvánné: Évi az intézetben, SZIT, Bp. 1941.
66. Endrődi Béla: Tutyu és Dani, SZIT, Bp. 1941.
67. Lantos-Kiss Antal: Igét váró fiúk, Korda, Bp. 1941.
68. Lantos-Kiss Antal: E fiúból pap lesz! Szalézi Művek, Rákospalota, 1941.
69. Blaskó Mária: Kacagó könyvek, SZIT, Bp. 1942.
70. Bodor Aladár: Bábjáték, Levente és Cserkészbolt Szöv. Bp. 1942.
71. Érdekel a Ferencrend? Ferences Tartományfőnökség, Bp. 1942.
72. Lantos-Kiss Antal: Mi inasok, Magyar Barát, Gyöngyös, 1942.
73. Dám Ince: Ferences szemmel, Magyar Barát, Gyöngyös, 1943.
74. Tóth Tihamér: Krisztus és az ifjú, SZIT, Bp. 1943.
75. Korponay Ede: Mit tudsz az olajról? Szerző kiadása, Bp. 1943.
76. Csaba Margit: Amit a fiatal asszonynak tudnia kell, SZIT, Bp. 1943.
77. Vadnay Dezső: Fakatonák, Hellas, Bp. 1943.
78. Rába Leó: Fiúk! miénk a jövő! Hungária, Bp. 1943.
79. Szívós Donát: Szerelmes vagy? Korda, Bp. 1944.
80. Koszterszitz József: Fulgur, Zászlónk könyvek, Budapest, 1944.
81. Koszterszitz József: Lurkó, Élet Ny. Bp. 1944.
82. Roznik Rajnér: Krisztus útján, Magyar Barát, Gyöngyös, 1943.
83. Blaskó Mária: Édesanyám, SZIT, Bp. 1943.
84. Marjalaki K. Lajos: Földrajz a polgári fiúiskolák számára 2. rész, Egyetemi Ny. Budapest, 1944.
85. Csibészklub, Élet Ny. Bp. 1944.
86. Betűbokréta: magyar olvasókönyv a kat. népiskolák 1-2-3. osztálya számára, SZIT, 1944.
87. J.M. Chum: Meséld el a fiadnak: a zsidó állam újjászületésének története, Tel-Aviv, Solár, 1958.
88. Edöcsény András: Őrsvezetők könyve, Márton Áron K. Bp. 1992.
89. Rimler Iván: Történt pedig… és egyéb cserkészelbeszélések, Veszprém, 1992.
90. Barlay Ö. Szabolcs: Fiatal magyarság, Panax Kft. Bp. 1999.
91. Márton Lajos-Czike Gábor: Mit beszél az angyal? utánnyomás, 2004.
92. Németh Kálmán: Százezer szív sikolt: hazatért és hazavágyó magyarok verőfényes Golgotája, Underground, Bp. 2012.
93. Koszternitz József: Fulgur, Efo Kiadó, Százhalombatta, 2013.